# Creatinfosfokinază

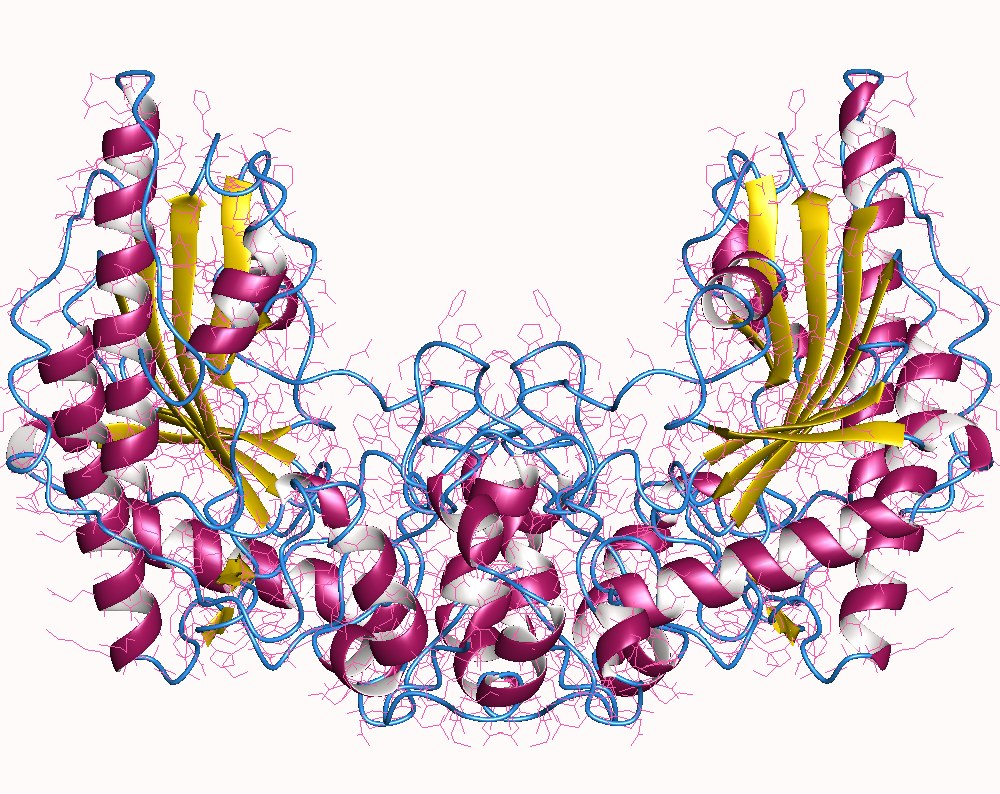
creatine kinase MM, dimer, Human.

Creatinfosfokinaza sau creatinkinaza (notată CPK sau CK) este o enzimă ce se găsește în concentrații crescute în miocard și mușchii scheletici și, în concentrații mult mai mici, la nivelul creierului. Creatinfosfokinaza fosforilează creatina transformând-o în creatinină, această reacție implică conversia adenozintrifosfatului (ATP) în adenozindifosfat (ADP).
Creatinfosfokinaza are 4 izoenzime: izoenzima mitocondrială aflată în mitocondrii  și izoenzimele citosolice aflate în citosol cu 3 fracțiuni: CK-MM (musculară), CK-MB (miocardică), CK-BB (cerebrală). La nivelul mușchilor scheletici se găsește aproape în exclusivitate CK-MM, în miocard CK-MM si CK–MB, iar la nivelul creierului, tractului digestiv și tractului genito-urinar predominat CK-BB. Nivelul normal de creatinkinază la persoanele sănătoase este dat aproape în totalitate de izoenzima CK-MM (musculară). Afectare creierului, mușchilor scheletici și miocardului produce creșterea nivelului izomerilor respectivi în ser, putând fi utilizat ca marker diagnostic, în special în infarctul de miocard.
- Nivelul creatinfosfokinazei serice totale crește în afecțiuni cardiace (infarct miocardic acut la 4-6 ore de la debut, ischemie cardiacă, miocardită severă, după intervenție chirurgicală deschisă pe cord și defibrilare electrică), cerebrale (hemoragie subarahnoidiană, sindrom Reye) sau ale mușchilor scheletici (distrofie musculară Duchenne, polimiozită, dermatomiozită, traumatisme musculare, rabdomioliză în cadrul intoxicației cu cocaină; sindromul mialgie-eozinofilie, hipertermie malignă, convulsii).
- Nivelul izoenzimei CK-BB crește în boli SNC, adenocarcinom (mai ales pulmonar și de sân), infarct pulmonar.
- Nivelul izoenzimei CK-MB crește în infarct miocardic acut, anevrism cardiac operat, defibrilație cardiacă, miocardită, unele forme de cardiomiopatie, aritmii ventriculare, ischemie cardiacă.
- Nivelul izoenzimei CK-MM crește în rabdomioliză, distrofie musculară, miozită, intervenții chirugicale recente, electromiografie, injecții IM, traumatisme musculare, hipertermie malignă, delirium tremens, convulsii recente, șoc, hipokalemie, hipotiroidie.